# MAN-Schienenbus
Der MAN-Schienenbus ist ein Schienenbus, der von MAN entwickelt und hergestellt wurde. Die Entwicklung des Triebwagens begann in den 1950er Jahren, seit 1955 kam er bei Nichtbundeseigenen Eisenbahnen zum Einsatz.

## Geschichte
Anfang der 1950er Jahre benötigte die Deutsche Bundesbahn neue, kostengünstige Triebwagen für ihre Nebenstrecken, die dort die teuren Dampfzüge ablösen sollten. Als Ergebnis der Entwicklungen entstand der Uerdinger Schienenbus, der es mitsamt Bei- und Steuerwagen auf insgesamt über 3300 Fahrzeuge brachte. Auch MAN war an der Produktion der als DB-Baureihe VT 95 bezeichneten Triebwagen beteiligt. Doch auch viele kleinere Privatbahnen mit eigenen Streckennetzen suchten nach Alternativen zu ihren lokbespannten Zügen. Für diese Kundengruppe boten mehrere Hersteller Modelle an, darunter MAN den MAN-Schienenbus mit zwei Einachs-Drehgestellen.
Die erste Bestellung für den MAN-Schienenbus kam von der Deutschen Eisenbahn-Betriebs-Gesellschaft (DEBG) für die Vorwohle-Emmerthaler Eisenbahn-Gesellschaft (VEE); weitere Bestellungen gab es von der Osterwieck-Wasserlebener Eisenbahn (OWE), der Alsternordbahn (ANB) und den Mittelbadischen Eisenbahnen (MEG).
Folgende Gesellschaften bezogen fabrikneue MAN-Schienenbusse:
- Vorwohle-Emmerthaler Eisenbahn (VEE): 1
- Osterwieck-Wasserlebener Eisenbahn (OWE): 2
- Alsternordbahn (ANB): 3
- Eisenbahn Altona-Kaltenkirchen-Neumünster (AKN): 10
- Mittelbadische Eisenbahnen A.G. (MEG): 5
- Uetersener Eisenbahn (UeE): 2
- Peine-Ilseder Eisenbahn (PIE): 5
- Schleswiger Kreisbahn: 1
- Elmshorn-Barmstedt-Oldesloer Eisenbahn (EBOE): 1
- Hohenzollerische Landesbahn (HzL): 4
- Südharz-Eisenbahn-Gesellschaft (SHE): 1
- Eisenbahn Köln-Mülheim–Leverkusen: 2
- Südwestdeutsche Eisenbahn-Gesellschaft (SWEG): 2

Gesellschaften, die gebrauchte Wagen erwarben:
- Württembergische Eisenbahn-Gesellschaft (WEG)
- Württembergische Nebenbahnen (WN/Wüna)
- Vorwohle-Emmerthaler Verkehrsbetriebe (VEV)
- Eisenbahn Altona-Kaltenkirchen-Neumünster (AKN)
- Kahlgrund Verkehrs-GmbH (KVG)
- Hamburger Hafenbahn
- Niederrheinische Verkehrsbetriebe
- Rheinbraun
- Karsdorfer Eisenbahngesellschaft (KEG)
- Rhein-Sieg-Eisenbahn (RSE)
- Wiehltalbahn GmbH (WB)
- Schwäbische Alb-Bahn (SAB)
- Chiemgauer Lokalbahn (CLB)
- Eisenbahnfreunde Breisgau (EFB)

Gesellschaften, die gemietete Wagen einsetzten:
- Deutsche Bahn (DB)
- Deutsche Regionaleisenbahn (DRE)

Insgesamt wurden 60 Fahrzeuge gebaut, 39 davon als Trieb-, 18 als Steuer- und drei als Beiwagen.

## Technisches

### Versionen
Den Triebwagen gab es in einmotoriger und zweimotoriger Ausführung. Die meisten Triebwagen wurden zweimotorig geliefert. Verwendet wurden MAN Sechszylinder-Dieselmotoren aus eigener Produktion. 1955 bis 1959 war es der D 1246 M2 T1U mit 110 kW (150 PS), 1960 bis 1966 der D 1546 MTU 2S mit 132 kW (180 PS) und 1966 bis 1969 der D 2156 HM 1 US mit 147 kW (200 PS). Die Fahrzeuge der AKN wurden 1971/1972 mit Motoren des Typs MAN D 2156 HM 5 US (200 PS) umgerüstet. Die Fahrzeuge der ANB VT 4.41 (21. Juni 71) und VT 4.42 erhielten anstatt der 150-PS-Motoren (s. o.) die stärkeren 180-PS-Motoren des Typs MAN D 1546 MTU 2S (200 PS) von den Fahrzeugen VT 2.13 – 2.20.

### Antrieb, Kraftübertragung
Im Gegensatz zu den Uerdinger Schienenbussen, die mit einem von Hand zu schaltenden Sechs-Gang-Getriebe ausgerüstet waren, verfügten einige der MAN-Schienenbusse über ein Strömungsgetriebe der Unternehmen Voith oder ZF Friedrichshafen. Bei diesen Fahrzeugen war daher auch kein Gangwählhebel im Armaturenbrett erforderlich. Eine Umschaltmöglichkeit auf „Berggang“ ermöglichte es bei starken Gefällstrecken, die Bremsleistung des Motors mitzunutzen.
MAN-Schienenbusse wurden aber auch mit einem ZF 3 HM 60 (Hydromedia-Getriebe) ausgerüstet. Diese hatten wie der Uerdinger manuell schaltbare Gänge. Die sechs Gänge beim Uerdinger werden elektromagnetisch, die drei Gänge beim MAN dagegen elektrohydraulisch geschaltet. Die Kraftübertragung erfolgt jeweils durch Lamellenkupplungen.

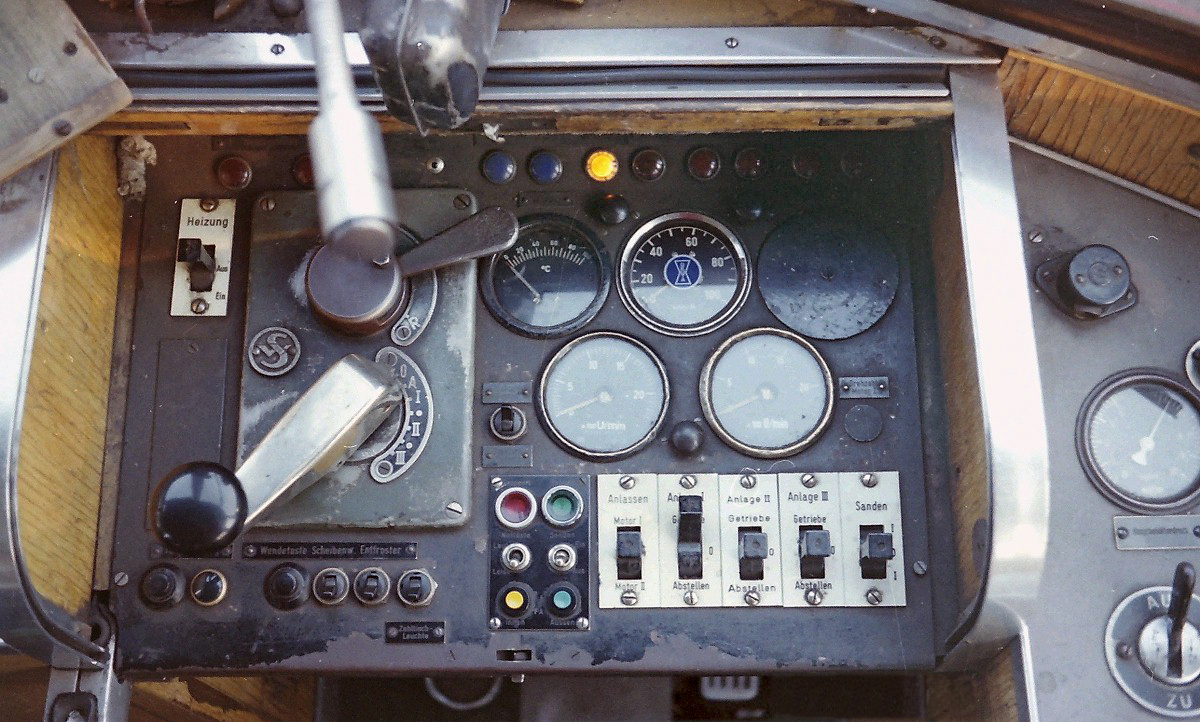
Führerstandtisch mit Schaltgetriebe
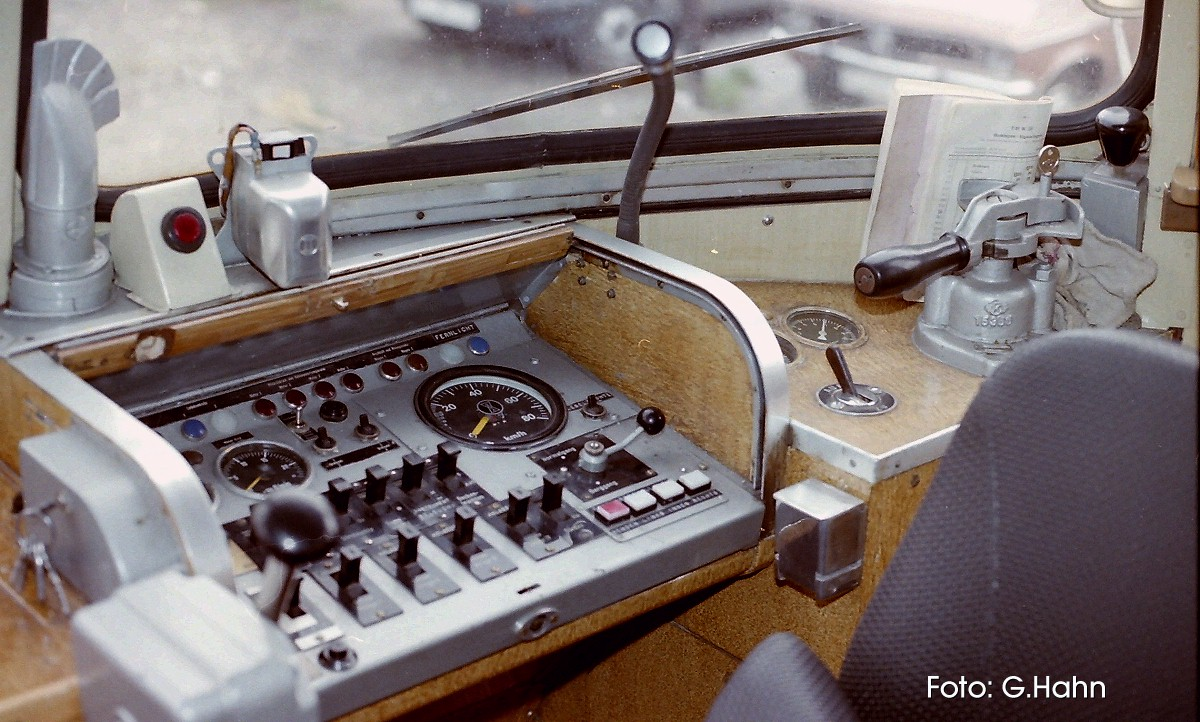
Führerstandtisch mit Strömungsgetriebe

Aufgrund der hydraulischen Einkupplung der Gänge reagiert das Hydromedia-Getriebe bei Schaltvorgängen rabiater. Nicht optimale Abstimmungen der Schaltpunkte auf die Motordrehzahl führen zu deutlich spürbaren Rucken, der Uerdinger reagiert sanfter.
Der Uerdinger besitzt zwischen Motor und Getriebe eine Strömungskupplung (ohne Leitrad), Kraftübertragungen sind in beide Richtungen möglich, daher kann die Motorbremse genutzt werden. Beim MAN (Hydromedia) ist dort ein Wandler angeordnet.

### Fahrwerk
Besonders war an diesem Schienenbus das Einachs-Deichselgestell. So war ein größerer Radstand und damit auch eine größere Gesamtlänge als beim Uerdinger Schienenbus möglich. Auch gab es eine größere Laufruhe. Die Achse war mit Rollenachslagern in einem Rahmen gelagert. Dieser Rahmen hatte seine Drehpunkt in Richtung Wagenmitte, gegenüber saß eine Rückstellvorrichtung. Im Rahmen waren Gummikugeln eingebettet, auf denen sich der Wagenkasten abstützte. Ab 1960 gab es auch eine Luftfederung.

### Wagenkasten
Der Wagenkasten war in selbsttragender Stahlleichtbauweise erstellt, nur die beiden Steuerwagen der Bayerbahn Köln-Mülheim–Leverkusen waren in selbsttragender Schaumstofffüllbauweise erstellt. Damit konnte eine Gewichtsersparnis von circa 50 Prozent erzielt werden. Auf jeder Wagenseite gab es zwei dreiflügelige Falttüren (selten auch vierflügelig), die ab Werk manuell, später elektropneumatisch betätigt wurden. Der Innenausbau unterschied sich von Bahnverwaltung zu Bahnverwaltung. Die Führerstände waren bei manchen Fahrzeugen abgeteilt und bei anderen nicht. Es gab reine Sitzwagen und solche mit Gepäckabteil. Manche Triebwagen hatten auch eine Toilette. Die ersten Exemplare (VEE und OWE) hatten in der Stirnfront Kühlerschlitze. Bei der Hohenzollerischen Landesbahn (HzL) und den Mittelbadischen Eisenbahnen (MEG) gab es Trieb- und Steuerwagen mit Übergängen in der Stirnfront. Die AKN-Triebwagen hatten im mittleren Stirnfenster oben eine Rollbandanzeige.
Die meisten Triebwagen wurden in Rot ausgeliefert. Bei der MEG trug der erste Triebwagen VT 23 die alten Hausfarben creme/grün, die später gelieferten VT und VS waren in Rubinrot (RAL 3003) gehalten. Bei der HzL waren die Wagen creme/rot. Die Triebwagen der Uetersener Eisenbahn waren creme/blau, die Bayerbahn-Wagen vollständig blau.
Seitlich waren sieben Fenster angeordnet, der Sitzteiler war 2 + 3, so dass die Grundversion 70 Sitzplätze in meist zwei Fahrgasträumen (drei plus vier Fenster) hatte. Für die Toilette entfielen vier Sitzplätze, ebenfalls bei einem kleinen Gepäckabteil, bei einem größeren Gepäckabteil entsprechend mehr.

## Einsätze
Die Triebwagen liefen hauptsächlich im Personenverkehr, allerdings setzten einige Bahnen ihre Triebwagen auch als Schlepptriebwagen vor Güterzügen ein, wie beispielsweise die MEG, SWEG oder die WEG. Meist waren es ein- oder zweiteilige Einheiten, es waren aber auch dreiteilige Einheiten möglich. Die Triebwagenzüge der MEG auf der Kaiserstuhlbahn wurden zudem durch Reisezugwagen älterer Bauart verstärkt. Hierfür wurden die Wagen mit einer Steuerleitung und Webasto-Heizung ausgerüstet. Die Triebwagen hatten zudem eine 24-V-Steckdose für die Zugbeleuchtung.
Die letzten planmäßigen Einsätze im Personenverkehr fanden bis Ende Juli 2009 bei der SWEG auf der Schwarzbach- und Krebsbachtalbahn statt. Die Schwäbische Alb-Bahn (SAB) setzt noch MAN-Schienenbusse im Freizeitverkehr auf der Bahnstrecke Reutlingen–Schelklingen ein. Der Großteil der erhaltenen Fahrzeuge wird heute im Museumsbetrieb und Charterverkehr eingesetzt.

## Meterspur-Triebwagen
Der Triebwagen für die Südharz-Eisenbahn-Gesellschaft (SHE) wurde als einziger MAN-Schienenbus in Meterspur geliefert und erhielt zwei zweiachsige Drehgestelle anstatt der Einachs-Drehgestelle der Normalspurversionen. Die Außenabmessungen stimmten zwar mit der Normalspurversion überein, die Türen waren jedoch wegen der Drehgestelle um zwei Fenster zur Mitte hin verschoben, so dass drei Abteile vorhanden waren.
Nach der Stilllegung der Schmalspurbahn Walkenried–Braunlage/Tanne im Jahr 1963 ging er an die Württembergische Nebenbahnen AG, die ihn für ihre Einsatzzwecke modifizierte und auf der Härtsfeldbahn einsetzte. Für den Einsatz im Rollbock-Verkehr erhielt er zusätzlich Normalspur-Puffer, um als Schlepptriebwagen eingesetzt werden zu können. Außerdem wurden die Motoren durch 156-kW-Motoren von Büssing (U 11 D) ersetzt. Heute befindet er sich bei der Härtsfeld-Museumsbahn, wo er derzeit aufgearbeitet wird.

## Verbleib
Zuletzt bei der SWEG im süddeutschen Raum eingesetzt, wurden die Triebwagen VT 6, 9, 23 und 25 von der Rhein-Sieg-Eisenbahn GmbH in Bonn für Sonderfahrten vorgehalten. VT 23 und 25 befinden sich seit Anfang 2023 beim Verein Historische Eisenbahn Holsteinische Schweiz e. V.
VT 7 gelangte über die RSE zur Wiehltalbahn GmbH und wird dort als VT 1 bezeichnet. Mit VT 27, 28 und VS 51 sind bei den Eisenbahnfreunden Breisgau drei Original-Fahrzeuge der Kaiserstuhlbahn auf ihrer Heimatstrecke erhalten und werden dort als "Rebenbummler" vermarktet. Der VT 26 fährt bei der Chiemgauer Lokalbahn in Obing, Mitte 2024 wurden auch der VT 6 und VT 9 übernommen, der VS 50 wird als Büroraum bei einem Steinmetzbetrieb am Bahnhof in Hugstetten bei Freiburg genutzt.
Die Triebwagen der Hohenzollerischen Landesbahn VT 5, VT 8, VT 9 und der Steuerwagen VS 14 sind bei der SAB in Münsingen erhalten, VT 8 und VT 9 – Stand 2020 – abgestellt, VS 15 der HzL bei "Bahnwärter Thiel" als Kunstobjekt in München, VB 19 der HzL in Obing bei der Chiemgauer Lokalbahn.
2 Trieb-, 2 Bei- und 2 Steuerwagen sind im brandenburgischen Mittenwalde (LDS) in einer Lagerhalle seit 2005 eingelagert. Diese waren für Demonstrationszwecke und 2019 für einen Museumsverkehr vorgesehen, jedoch zerschlugen sich weitere Pläne. Erworben hatte sie die Draisinenbahn Berlin-Brandenburg GmbH & Co. KG von der Hohenzollerischen Landesbahn AG im Jahr 2005, es handelt sich hierbei um VT 6, VT 7, VS 12, VS 13, VB 18 und VB 21.
Ein Triebwagen (Tw 906, ehemals AKN) wurde 2005 vom Betriebsleiter der Havelländischen Eisenbahn erworben. Dieser setzte ihn für Ersatzleistungen und private Sonderfahrten ein, dabei befuhr der Triebwagen unter anderem die Strecke Zossen – Mittenwalde – Topchin (private Sonderfahrt) und die Buckower Kleinbahn in Brandenburg (wegen des Diebstahls der Oberleitung als Ersatzleistung).
Ein Triebwagen wird als Schienenbus "808" bei der RWE Werksbahn im rheinischen Braunkohlerevier auf nicht öffentlicher Eisenbahninfrastruktur für Streckenkundefahrten, Ausbildungen und Sonderfahrten genutzt.

## Galerie

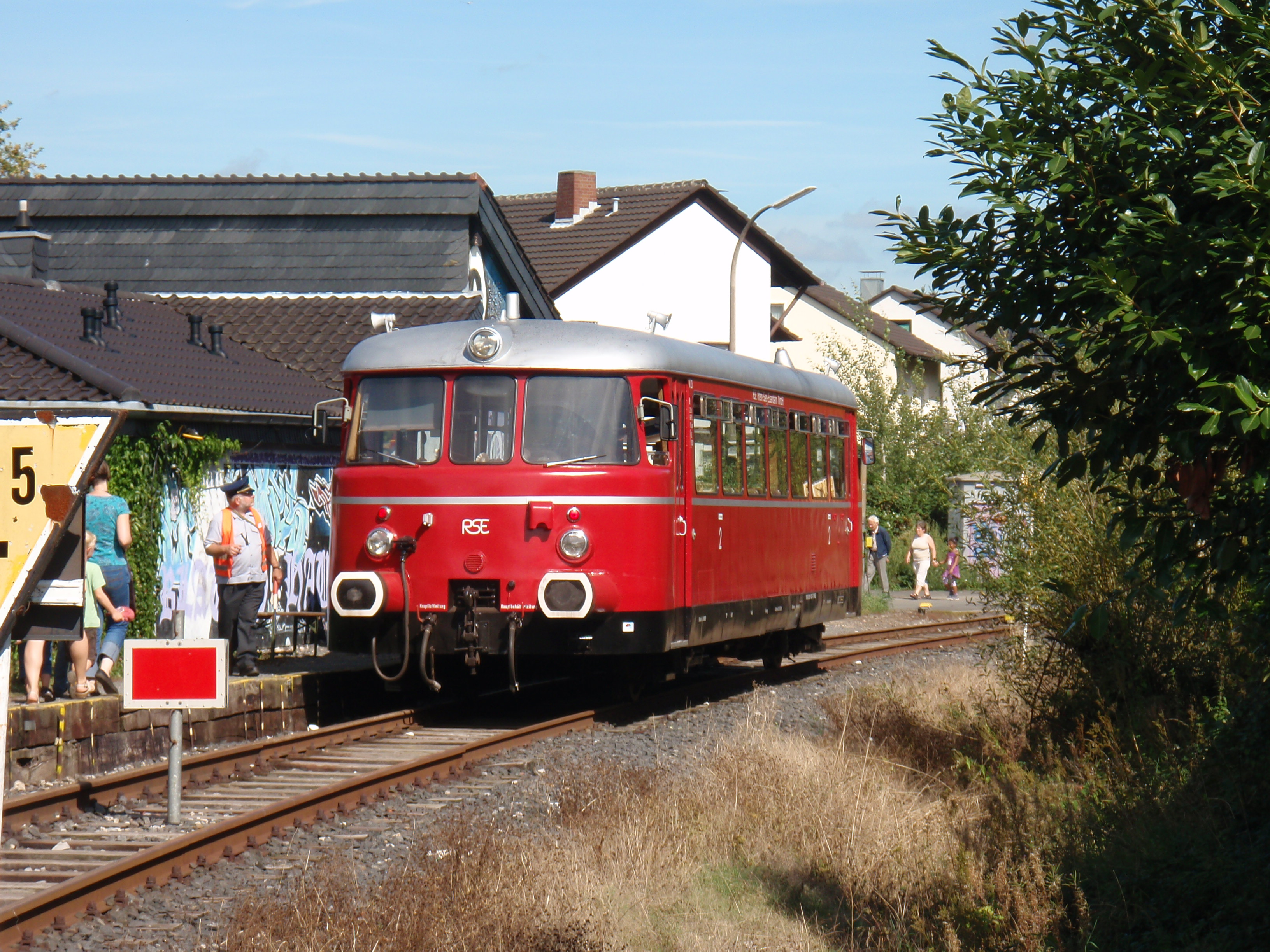
MAN-Schienenbus der RSE auf der Bahnstrecke Bonn-Beuel–Hangelar
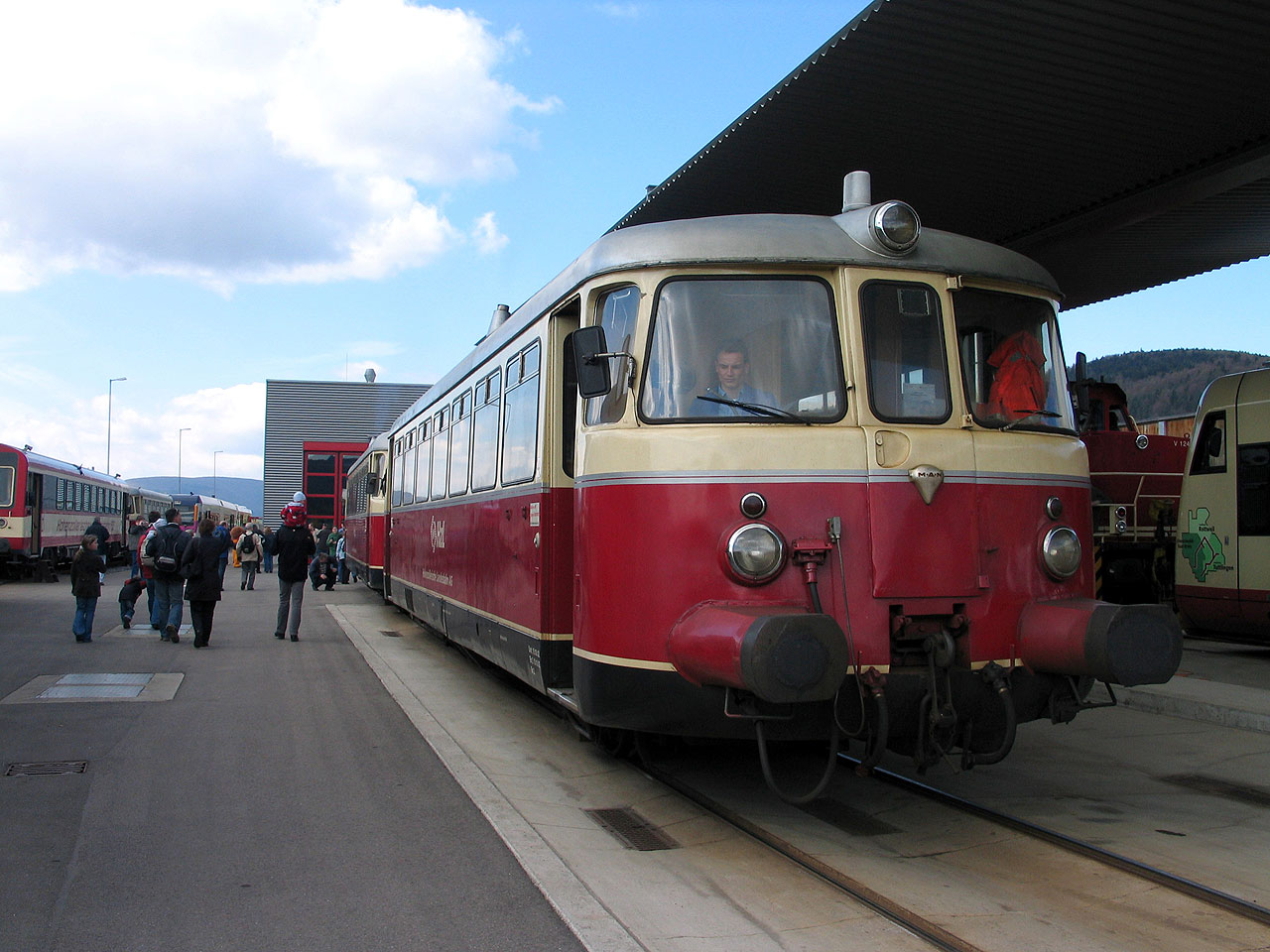
MAN-Schienenbus der HzL im Bahnbetriebswerk Immendingen
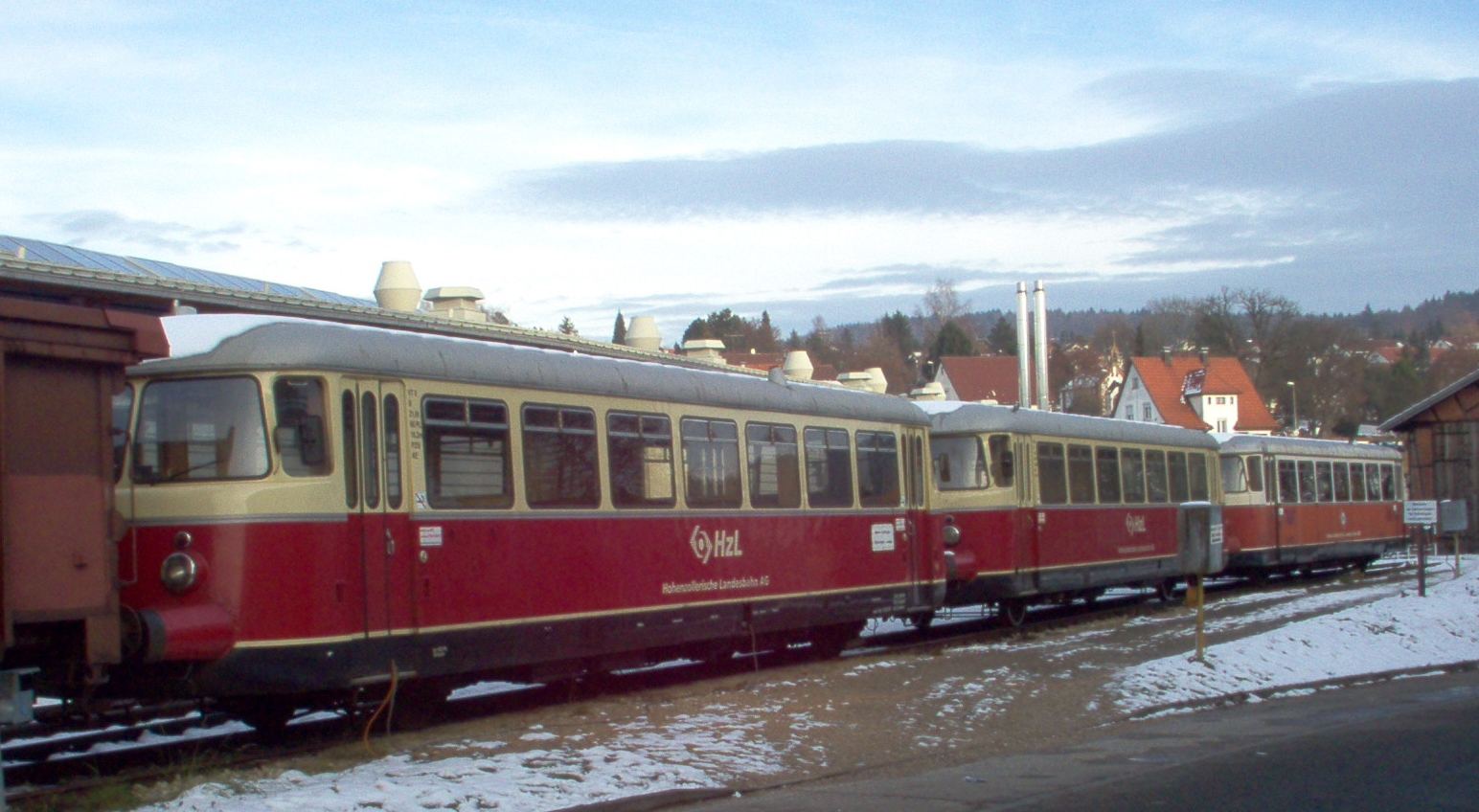
Drei MAN-Schienenbusse der HzL in Gammertingen
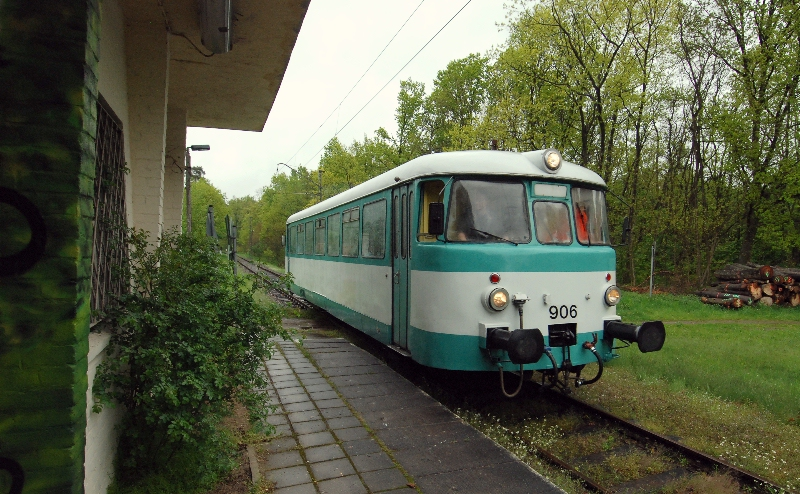
Der ehemalige VT 2.17 der AKN auf der Buckower Kleinbahn
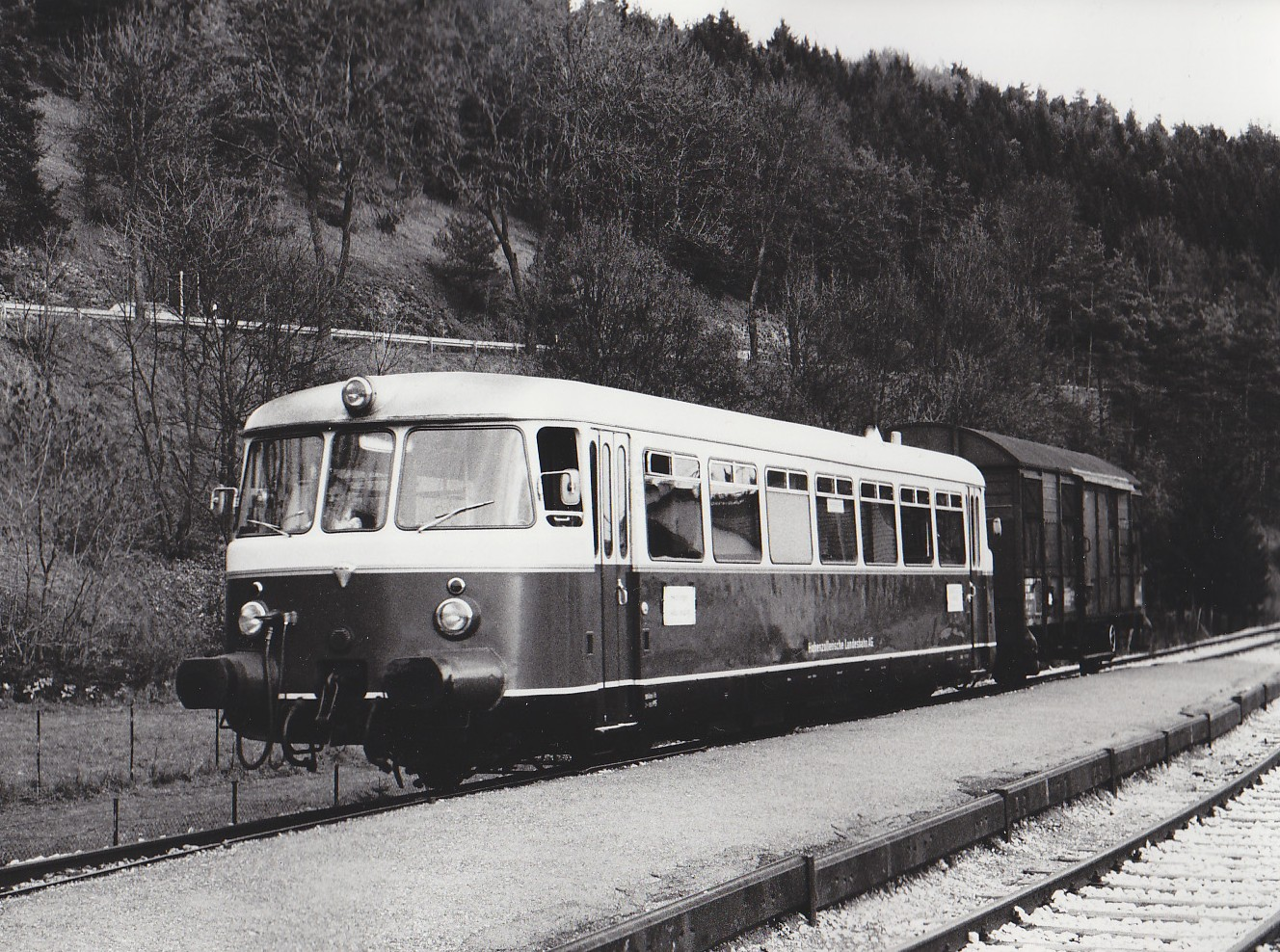
Ein HzL-Triebwagen mit Güterbeförderung im September 1985